# Максим Вашие-Лаграв
Максим Вашие-Лаграв (на френски: Maxime Vachier-Lagrave) е френски шахматист, международен гросмайстор.

## Шахматна кариера
През юни 2005 г. спечелва отборната купа на Франция с клуб „NAO“. През юни-юли участва в мач между отбори от млади шахматисти на Китай и Франция, където Вашие-Лаграв записва индивидуален резултат 5 точки от 8 възможни. В края на месец юли спечелва бронзов медал от световното първенство за момчета до 16-годишна възраст. През август спечелва бронзов медал от първенството на Франция с резултат 7 точки от 11 възможни, като със същия брой точки завършва вицешампиона Андрей Соколов.
През септември 2006 г. спечелва турнир за млади майстори в Лозана, след като побеждава Уанг Юе на финала.
През юли спечелва откритото международно първенство на Париж с резултат 7 точки от 9 възможни. През август спечелва първенството на Франция с резултат 7,5 от 11 възможни. След последния кръг заема 1 – 2 м. с Владислав Ткачиев, но Вашие-Лаграв спечелва плейофа за определяне на носителя на титлата с 3 – 1 точки.
През юли 2008 г. спечелва откритото първенство на Париж при международно участие с резултат 7 точки от 9 възможни. През август спечелва „Мемориал Дьорд Маркс“ с резултат 7 точки от 10 възможни. Същият месец спечелва сребърен медал от първенството на Франция с резултат 8,5 точки от 11 възможни. След последния кръг заема 1 – 2 място с Етиен Бакро, но Вашие-Лаграв губи последвалия плейоф с 0,5 – 1,5 точки. 
През юни 2009 г. участва в мач между Франция и Армения, където записва резултат 4,5 точки от 8 възможни. През юли спечелва гросмайсторския турнир на шахматния фестивал в Бил с резултат 6 точки от 10 възможни, с половин точка пред Александър Морозевич и Василий Иванчук. През август спечелва сребърен медал от индивидуалното първенство на Франция. През ноември спечелва световното първенство за юноши до 20 години с резултат 10, 5 точки от 13 възможни. В края на годината участва в световната купа на ФИДЕ, където е отстранен в четвъртия кръг от Борис Гелфанд с 3,5 – 4,5 точки.
През юни 2010 г. спечелва френската отборна купа с клуб „Evry Grand Roque“.
Печели шампионата на Франция по шах през 2011 и 2012 г. (когато споделя титлата с Ромен Едуар, Кристиан Бауер и Етиен Бакро) и четири пъти фестивала на шахмата Biel (2009, 2013, 2014 и 2015). Играе от октомври 2011 г. в клуб Clichy Échecs 92.
През август 2016 г., след победата си в турнира по шах в Дортмунд, коефициентът му ЕЛО надхвърля 2800 точки – символичен праг, прекрачен от много малко играчи от световния елит; той достигна 2819 точки, сегашният му рекорд. След това той заема второ място в света след световния шампион Магнус Карлсен. Вашие-Лаграв отново става № 2 в световната класация през септември 2017 г. с ЕЛО от 2 804 точки след победата си за Купата на Синкифийлд.
През юли 2019 г., след победата си в предварителния кръг на турнира по шах в Норвегия, Вашие-Лаграв става световен номер едно в класацията на блиц с ЕЛО от 2 948 точки. През септември 2019 г., след победата си в бързия и блиц турнир от Големия турнир по шахмат в Париж (27 юли до 1 август 2019 г.), той става световният номер едно в бързите игри с рейтинг ЕЛО от 2 867 точки. 
На 30 декември 2021 г. той спечелва Световното първенство по блиц във Варшава, след мач в тайбрек срещу поляка Ян-Кшищоф Дуда.